# سانتر-دو-کبک
سانتر-دو-کبک (به انگلیسی: Centre-du-Québec) یک منطقهٔ مسکونی در کانادا است که در استان کبک واقع شده‌است. سانتر-دو-کبک ۶٬۹۲۸٫۷۸ کیلومتر مربع مساحت و ۲۲۴٬۲۰۰ نفر جمعیت دارد.